# HMS Zealous (1944)
HMS Zealous – brytyjski niszczyciel typu Z z okresu II wojny światowej, numer taktyczny R39. Był czwartą jednostką w historii Royal Navy nosząca imię „HMS Zealous” („Zagorzalec”, „Entuzjasta”). Zamówienie na budowę okrętu zostało złożone w stoczni Cammell Laird w Birkenhead 12 lutego 1942 roku. Stępkę pod budowę okrętu położono 5 maja 1943 roku. Wodowanie jednostki miało miejsce 28 lutego 1944 roku, wejście do służby w Royal Navy 9 października 1944 roku.
W 1955 roku został sprzedany Izraelowi, gdzie wszedł rok później do służby jako „Ejlat” o numerze K40. 21 października 1967 roku podczas wojny na wyczerpanie niszczyciel został zatopiony przez egipskie kutry rakietowe projektu 183R (Komar).

## Służba w Royal Navy
W październiku 1944 roku okręt brał udział w ćwiczeniach prowadzonych w rejonie Scapa Flow przez Home Fleet, m.in. z „Caesarem”, „Virulentem”, „Macbethem” czy „Cambrianem”. 21 listopada został oddelegowany jako eskorta dla „Diadema”, „Premiera”, „Pursuera”, „Onslaughta”, „Scorpiona” i „Scourge’a” podczas operacji Handfast, która polegała na zaminowaniu norweskiej cieśniny pomiędzy Karmøy i Rogaland w dniach 17-21 listopada. 7 grudnia wraz z innymi pięcioma niszczycielami był eskortą dla lotniskowców „Implacable”, „Trumpeter” i „Premier” podczas operacji Urbane. Jej celem było przeprowadzenie ataków lotniczych na północno-zachodnie wybrzeże okupowanej przez Niemców Norwegii. Podobną misję eskortowania „Zealous” wykonywał 14 grudnia podczas operacji Lacerate, która także polegała na atakach na zachodnie wybrzeże i zaminowaniu Ramsøyund, Åramsund i Skatestrommen.
15 stycznia 1945 roku wraz z niszczycielem „Carron” eskortował stawiacz min „Apollo” podczas operacji Spellbinder na zachodnim wybrzeżu Norwegii. 6 lutego wszedł w skład eskorty ochraniającej konwój dla Związku Radzieckiego JW-64. 14 lutego wziął udział w ewakuacji z wyspy Sørøya 525 Norwegów ukrywających się przed wojskami niemieckimi. Okręt stanowił następnie eskortę w dwóch konwojach arktycznych (17 lutego i 18 kwietnia). 5 kwietnia 1945 „Zealous” uczestniczył w ataku na niemiecki konwój u wybrzeży Norwegii, podczas którego zatopiono jeden statek transportowy. Po wojnie okręt wziął udział w operacji Deadlight – niszczeniu poniemieckich U-Bootów. Następnie od czerwca do sierpnia 1945 roku brał udział w zadaniach Home Fleet związanych z okupacją Niemiec.
Po wojnie został włączony do 4. Flotylli Niszczycieli w ramach Home Fleet, która później zaczęła pełnić funkcje rezerwy w Devonport. W związku z tym „Zealous” został przeniesiony do Floty Rezerwowej w Plymouth. W 1954 roku został umieszczony na liście do likwidacji.

## Służba w Izraelskiej Marynarce Wojennej

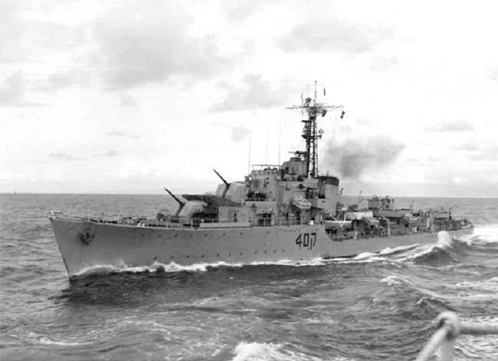
Niszczyciel „Ejlat” z numerem burtowym K40 (40ק)

„Zealous” został sprzedany Izraelowi w 1955 roku. Został wcielony w skład izraelskiej marynarki wojennej w lipcu 1956 roku, gdzie otrzymał imię „Ejlat” (od nazwy izraelskiego miasta portowo-turystycznego Ejlat).

### Bitwa o Hajfę
W trakcie kryzysu sueskiego, 31 października w 1956 roku, doszło do tzw. bitwy o Hajfę. O godzinie 03:30 do Hajfy zbliżył się egipski niszczyciel brytyjskiej produkcji „Ibrahim al-Awal”. Jego zadaniem był atak nadbrzeża, rafinerii, instalacji wojskowych i portu. Pierwszy na ostrzał miasta ogniem odpowiedział przebywający w zatoce francuski niszczyciel „Kersaint”, jednak nie trafił w jednostkę egipską. O 05:30 ogień do „Ibrahima al-Awala” otworzyły jednostki izraelskie, które przybyły wraz z „Ejlatem” do zatoki. Ich ogień spowodował uszkodzenia egipskiego niszczyciela, w tym kadłuba i steru. Około godziny 06:00 załoga egipska opuściła banderę wojenną, zastępując ją białą flagą. Po remoncie egipski niszczyciel został przyjęty na stan Izraelskiego Korpusu Morskiego jako INS „Hajfa”.

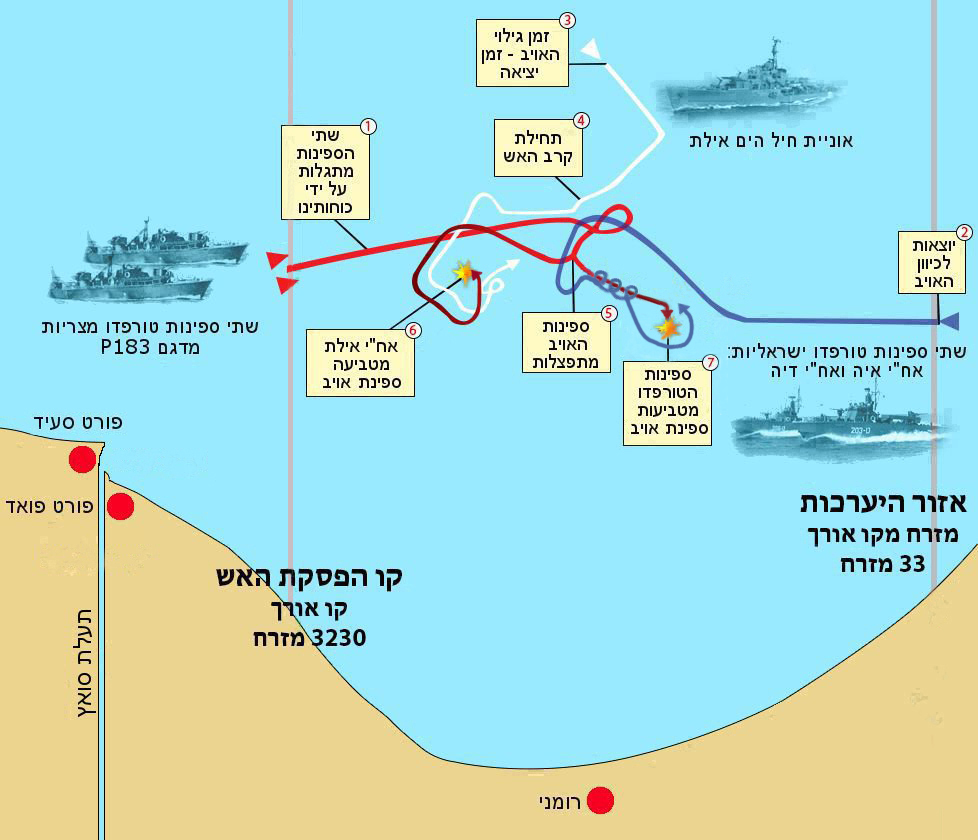
Przebieg bitwy. Po lewej stronie linia zawieszenia ognia na południku 32°E. Kolorem czerwonym zaznaczono ruchy jednostek egipskich, niebieskim izraelskich torpedowców, białym niszczyciela „Ejlat”

### Bitwa u wybrzeży Rumany
Po wojnie sześciodniowej okręt ten był przydzielony do patrolowania wód terytorialnych Izraela i wód wzdłuż wybrzeży Synaju. W nocy 11 lipca 1967 roku niszczyciel brał udział w patrolu z dwoma izraelskimi kutrami torpedowymi „Aja” i „Daja”, który miał miejsce u wybrzeży półwyspu, w okolicach miejscowości Rumana (północno-zachodnia część półwyspu). W jego trakcie doszło do spotkania z egipskimi kutrami torpedowymi projektu 183. Egipcjanie uważali, że Izraelczycy dążyli do wtargnięcia na wody terytorialne Egiptu i zaatakowania Portu Said. Izraelczycy z kolei uznali obecność Egipcjan za próbę dokonania desantu na wybrzeżu Synaju lub kolejną w ostatnich dniach chęć penetracji wód terytorialnych Izraela. Jednostki Izraelskiego Korpusu Morskiego pozwoliły na przekroczenie linii zawieszenia ognia przez Egipcjan i wpuściły je w głąb wód wzdłuż półwyspu. Doszło do bitwy, w której zatopiono obie jednostki egipskie  .

### Zatopienie
21 października 1967 roku „Ejlat” był w trakcie jednego z rutynowych patroli wzdłuż Synaju. Około godziny 17:30 okręt znajdował się ok. 26 km od Port Saidu, na wysokości miejscowości Rumana. Według źródeł izraelskich, okręt pozostawał cały czas na części Morza Śródziemnego traktowanej wówczas przez Izrael jako jego wody terytorialne. W tym momencie „Ejlat” został ostrzelany dwoma rakietami P-15 (SS-N-2A/B Styx) wystrzelonymi z kutra typu Komar. Izraelczycy od razu próbowali nadać komunikat o trafieniu i wezwanie o pomoc, jednak okazało się, że pociski uszkodziły radiostację.
Według relacji egipskich, analiza kursu „Ejlatu” pozwalała uznać, że zagrażał on portowi morskiemu w Port Saidzie. Ówczesny głównodowodzący armią egipską – gen. Muchamad Fawzi – w porozumieniu z dowódcą marynarki zdecydowali się zaatakować okręt izraelski. W rozmowie z ministrem obrony Aminem Huweidim zaproponowali także zaatakowanie rozbitków i sił ratowniczych. Po konsultacjach z prezydentem Gamalem Abdelem Naserem porzucono ten pomysł, ponieważ uznano, że samo zatopienie wystarczy do sprowokowania ataku izraelskiego na Egipt. Według ministra obrony było to wystarczające, żeby utrzymywać stan napięcia pomiędzy Egiptem a Izraelem. Egipcjanie poinformowali o zdarzeniu ONZ .
O 19:00 „Ejlatowi” udało się wysłać komunikat z prośbą o pomoc, a o godzinie 19:18 w kierunku niszczyciela zostały wystrzelone dwie kolejne rakiety. Tym razem w cel uderzyła jedna, powodując poważne zniszczenia. W celu bezpiecznego przeprowadzenia akcji ratowniczej Izrael powiadomił ONZ o wysłaniu na miejsce śmigłowców. Ponadto Izrael poinformował ONZ, że okręt został ponownie i bezpodstawnie ostrzelany po dwóch godzinach, pomimo że nie zagrażał wodom terytorialnym Egiptu. W wyniku uszkodzeń „Ejlat” zatonął. Ostatecznie 47 marynarzy izraelskich zginęło, 91 zostało rannych, a 15 uznano za zaginionych. Zatopienie izraelskiego niszczyciela dowiodło skuteczności pocisków przeciwokrętowych i przyśpieszyło prace nad skutecznymi systemami obrony bezpośredniej okrętów .

### Następstwa zatopienia
W ramach odwetu za zatopienie okrętu Izrael przeprowadził przeciw Egiptowi operację Awuka, która polegała na ostrzelaniu rafinerii, fabryk i infrastruktury portowej w Suezie. Izraelski atak spowodował liczne straty w egipskim przemyśle (m.in. zniszczenie dwóch z trzech największych rafinerii w kraju), turystyce i ruchu handlowym przez Kanał Sueski. Egipt dotknęły także związane z tymi zniszczeniami poważne straty finansowe. Samo wstrzymanie ruchu na Kanale Sueskim spowodowane unoszącym się dymem i uszkodzeniami infrastruktury portowej kosztowało 250 mln dolarów. Straty spowodowane osłabieniem ruchu turystycznego wynosić miały 70 mln dolarów, a pożary szybów naftowych przyniosły szkodę 50 mln dolarów. Izraelski ostrzał przyczynił się do rozpoczęcia migracji Egipcjan zamieszkujących okolice Kanału Sueskiego, którzy postanowili wyprowadzić się z rejonów graniczących z linią frontu. W wyniku operacji Egipt wstrzymał przeprowadzanie działań zbrojnych na dużą skalę na okres około roku.

## Epizod pozamilitarny
W 1959 roku „Ejlat” wziął udział w zdjęciach do filmu Exodus reżyserii Otto Premingera. Film opowiada o losie żydowskich uchodźców zatrzymanych przez Brytyjczyków na Cyprze, którym udaje się uciec do Palestyny.